# La vida empieza hoy
La vida empieza hoy es una película española dirigida por Laura Mañá.

## Argumento
Un grupo de jubilados y jubiladas se encuentran para tomar clases de sexualidad donde se les recuerda que todavía están a tiempo de disfrutar del placer. Allí aprenden las unas de las otras, hablan de sus vivencias... Olga (Sardà), la profesora, les ayuda a hacer frente a los problemas generados por la edad, las imposiciones sociales y los prejuicios de suyos y los de su propia familia. Para eso tendrán que hacer deberes: aprender a mirarse al espejo, dedicar 20 minutos al placer... "Sexo es vida —les dice— porque el sexo tiene que ver con las sensaciones, y no dejamos de sentir nunca".

## Premios
- 2010: Festival de Cine Español de Málaga: Premio de la Crítica
- 2010: Festival de Cine de España de Toulouse: Violette d'Or a la mejor actriz (Pilar Bardem, Rosa Maria Sardà, María Barranco, Sonsoles Benedicto y Mariana Cordero)
- 2010: Premios de la Unión de Actores: Mejor actriz protagonista de cine (Sonsoles Benedicto)

## Reparto
| Actor/Actriz        | Personaje                    |
| ------------------- | ---------------------------- |
| Pilar Bardem        | Juanita                      |
| Rosa Maria Sardà    | Olga                         |
| Eduardo Blanco      | Alfredo                      |
| Mariana Cordero     | Rosita                       |
| Lluís Marco         | Pepe                         |
| Sonsoles Benedicto  | Herminia                     |
| Osvaldo Santoro     | Julián                       |
| María Barranco      | Nina                         |
| Fernando Tielve     | Kim                          |
| Montserrat Salvador | Carmen                       |
| Marc Martínez       | José                         |
| Sílvia Sabaté       | Nuria                        |
| Carlos Heredia      | Hombre Funeraria             |
| Isabel Osca         | Mercedes                     |
| Francesc Garrido    | Doctor de Juanita            |
| Ferran Rañé         | Doctor de Pepe               |
| Blanca Apilánez     | Silvia                       |
| Marta Pérez         | Ana                          |
| Ana María Ventura   | Adelita                      |
| María Teresa Ortega | María                        |
| Margarita Calatayud | Paquita                      |
| Eduardo Machioli    | Fede                         |
| Eric Bonicatto      | Nico                         |
| Teresa Manresa      | Bea                          |
| Carlos Olalla       | Amigo Pepe                   |
| Jaume Pla           | Abuelo Petanca               |
| Manuel Bronchud     | Carlos                       |
| Josep Buxens        | Manuel                       |
| Juan Lombardero     | Andrés                       |
| Oriol Tarrasón      | Conductor Bus                |
| Marcel Calero       | Nano                         |
| Jordi Miñarro       | Dependiente Sex Shop         |
| Óscar Tejedor       | Agente Inmobiliario          |
| David Menéndez      | Joven Bus                    |
| Marta Sans          | Asistencia Residencia        |
| Carmen Masriera     | Presentadora Televisión      |
| Isabel Sanmartín    | Intérprete Signos Televisión |
| Tilda Espluga       | Recepcionista Escuela        |
| Laura Mañá          |                              |
| Andrea Trepat       |                              |